# HD176196
HD176196 — хімічно пекулярна зоря спектрального класу B9, що має видиму зоряну величину в смузі V приблизно  7,5.
Вона  розташована на відстані близько 832,0 світлових років від Сонця.

## Пекулярний хімічний склад
Зоряна атмосфера HD176196 має підвищений вміст 
Eu
.